# Liste der Monuments historiques in Gannay-sur-Loire
Die Liste der Monuments historiques in Gannay-sur-Loire führt die Monuments historiques in der französischen Gemeinde Gannay-sur-Loire auf.

## Liste der Bauwerke
| Bezeichnung                                    | Beschreibung                                              | Standort | Kennzeichnung | Schutzstatus | Datum | Bild |
| ---------------------------------------------- | --------------------------------------------------------- | -------- | ------------- | ------------ | ----- | ---- |
| Maison des Bardets (Fotos in der Base Mérimée) | bürgerliches Landhaus, zweite Hälfte des 17. Jahrhunderts | (Lage)   | PA00093109    | Inscrit      | 1983  |      |
| Motte castrale des Maitres-Jean                | Reste einer Turmhügelburg                                 | (Lage)   | PA00135201    | Inscrit      | 1995  |      |

## Liste der Objekte
| Bezeichnung                 | Beschreibung             | Standort                              | Kennzeichnung | Schutzstatus | Datum | Bild |
| --------------------------- | ------------------------ | ------------------------------------- | ------------- | ------------ | ----- | ---- |
| Skulptur Madonna mit Kind   | Stein, polychrom gefasst | in der Kirche St-Jean-Baptiste (Lage) | PM03001527    | Inscrit      | 2000  |      |
| Statuette Christus am Kreuz | Elfenbein                | in der Kirche St-Jean-Baptiste (Lage) | PM03001528    | Inscrit      | 2000  |      |